# Rajd Bohemia 2010

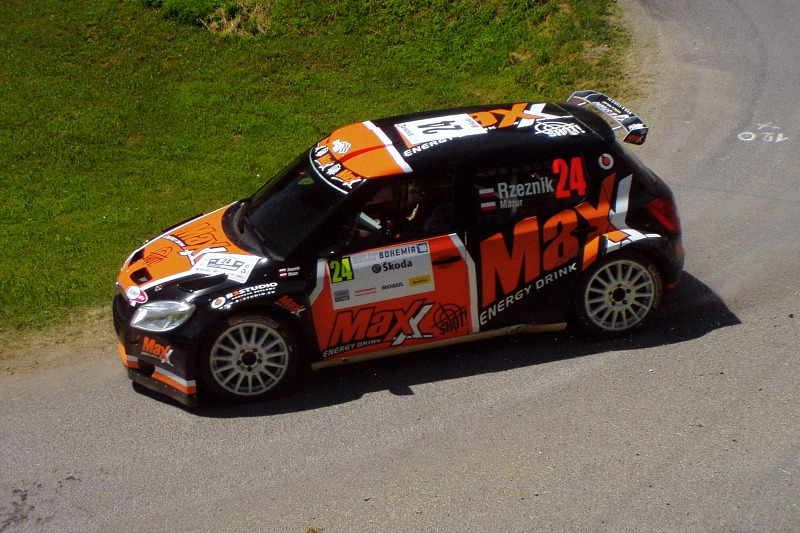
Maciej Rzeźnik jadący Škodą Fabią S2000 podczas 37. Rally Bohemia

37. Rajd Bohemia – 37. edycja Rajdu Bohemia. Był to rajd samochodowy rozgrywany od 2 do 4 lipca 2010 roku. Była to czwarta runda Rajdowych Samochodowych Mistrzostw Polski w roku 2010. Rajd składał się z szesnastu odcinków specjalnych.

## Wyniki końcowe rajdu[1]
| Miejsce | Kierowca             | Pilot              | Samochód                 | Czas      | Strata   | Grupa Klasa | Punkty |
| ------- | -------------------- | ------------------ | ------------------------ | --------- | -------- | ----------- | ------ |
| 1       | Juho Hänninen        | Mikko Markkula     | Škoda Fabia S2000        | 2:01:35.4 | –        | S2000       | *      |
| 2       | Bryan Bouffier       | Xavier Panseri     | Peugeot 207 S2000        | 2:01:55.6 | +20.2    | S2000       | 45     |
| 3       | Martin Prokop        | Jan Tománek        | Ford Fiesta S2000        | 2:03:35.7 | +2:00.3  | S2000       | *      |
| 4       | Roman Kresta         | Petr Gross         | Peugeot 207 S2000        | 2:03:51.9 | +2:16.5  | S2000       | *      |
| 5       | Václav Pech jun.     | Petr Uhel          | Mitsubishi Lancer Evo IX | 2:05:38.6 | +4:03.2  | N4          | *      |
| 6       | Michał Sołowow       | Maciej Baran       | Ford Fiesta S2000        | 2:05:58.9 | +4:23.5  | S2000       | 36     |
| 7       | Kajetan Kajetanowicz | Jarosław Baran     | Subaru Impreza STi N14   | 2:06:32.3 | +4:56.9  | N4          | 30     |
| 8       | Jaromír Tarabus      | Daniel Trunkát     | Škoda Fabia S2000        | 2:06:36.4 | +5:01.0  | S2000       | *      |
| 9       | Tomasz Kuchar        | Daniel Dymurski    | Peugeot 207 S2000        | 2:07:24.3 | +5:48.9  | S2000       | 24     |
| 10      | Roman Odložilík      | Martin Tureček     | Škoda Fabia S2000        | 2:08:24.9 | +6:49.5  | S2000       | *      |
| ...     | ...                  | ...                | ...                      | ...       | ...      | ...         | ...    |
| 17      | Maciej Rzeźnik       | Przemysław Mazur   | Škoda Fabia S2000        | 2:12:22.0 | +10:46.6 | S2000       | 16     |
| 22      | Yuriy Protasov       | Adrian Aftanaziv   | Mitsubishi Lancer Evo IX | 2:15:48.9 | +14:13.5 | N4          | 13     |
| 28      | Michał Bębenek       | Grzegorz Bębenek   | Citroën C2 R2 Max        | 2:18:08.1 | +16:32.7 | R           | 9      |
| 29      | Jan Chmielewski      | Robert Hundla      | Citroën C2 R2 Max        | 2:18:27.9 | +16:32.3 | R           | 9      |
| 31      | Tomasz Gryc          | Michał Kuśnierz    | Citroën C2 R2 Max        | 2:19:16.2 | +17:40.8 | R           | 5      |
| NU      | Marcin Dobrowolski   | Michał Dobrowolski | Citroën C2 R2 Max        | 2:20:25.6 | +18:30.0 | R           | 4      |

1. 1 2 3 4 5 6  Nieliczony w klasyfikacji RSMP